# Diplostichum brotheri
Diplostichum brotheri là một loài rêu trong họ Eustichiaceae. Loài này được Besch. ex Broth. Müll. Hal. mô tả khoa học đầu tiên năm 1897.